# أغاراك (آراغاتسوتن)
مدينة أغاراك (بالإنجليزية: Agarak)‏ هي إحدى المدن التابعة لمقاطعة آراغاتسوتن في أرمينيا. يقدر عدد سكانها بـ 1958 نسمة حسب الإحصاء الذي جرى عام 2011.